# Distretto di Abuta
Il distretto di Abuta (虻田郡?) è un distretto giapponese suddiviso tra le sottoprefetture di Iburi e Shiribeshi, Hokkaidō, in Giappone.
Attualmente comprende i comuni di Tōyako e Toyoura nella Sottoprefettura di Iburi e di Kimobetsu, Kutchan, Kyōgoku, Makkari, Niseko e Rusutsu nella Sottoprefettura di Shiribeshi.